# Памятная медаль в честь 25-й годовщины бракосочетания императора Мэйдзи
Памятная медаль в честь 25-й годовщины бракосочетания императора Мэйдзи — медаль Японской империи, учреждённая императорским эдиктом №23 от 6 марта 1894 года по поводу 25-й годовщины свадьбы императора Мэйдзи и императрицы Сёкэн. Первая медаль Японии, имеющая женскую версию. Медаль из золота предназначалась для членов императорской семьи и принцев, серебряная — всем остальным.

## Эдикт и описание награды
«Первое. Памятные медали в честь 25-й годовщины бракосочетания императора Мэйдзи изготавливаются из золота и серебра.
Второе. Указанные медали вручаются тем, кто был участником церемонии по поводу 25-й годовщины этой свадьбы.
Третье. Медаль имеет круглую форму. На аверсе изображён герб хризантемы, два журавля с ветвями сосны (в Японии сосна — символ долголетия), справа и слева от них — ветви глицинии. На реверсе - надпись "медаль в память 25-й годовщины великого бракосочетания, Великая Японская империя, Мэйдзи 27-й год, 3-й месяц (март 1894). Звено, соединяющее медаль и ленту, имеет форму кольца, изготовлено из золота или серебра соответственно. Лента — красная, по центру — одна продольная оранжевая полоса.
Четвёртое. Медаль предназначается для того, кто ею награждён, носится им в течение всей его жизни. Может быть сохранена у его потомков, как это обозначено в эдикте №63 от 1881 г., медаль носится на ленте, на левой стороне груди, а дамам — на ленте в форме банта.».
Медаль имеет диаметр 30 мм. Лента - шириной 37 мм, изготовлена из красного муарового шёлка, с 10-ти миллиметровой оранжевой полоской по центру.
Футляр медали сделан из японской магнолии хоноки, покрыт чёрным лаком. На крышке футляра - рамка из ветвей глицинии и шестнадцатилистная хризантема, всё выполнено серебряной краской.

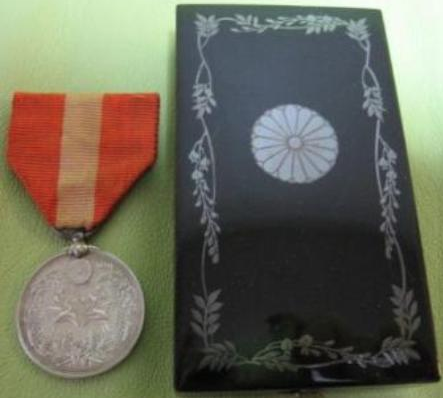
Медаль 2-го красса и футляр
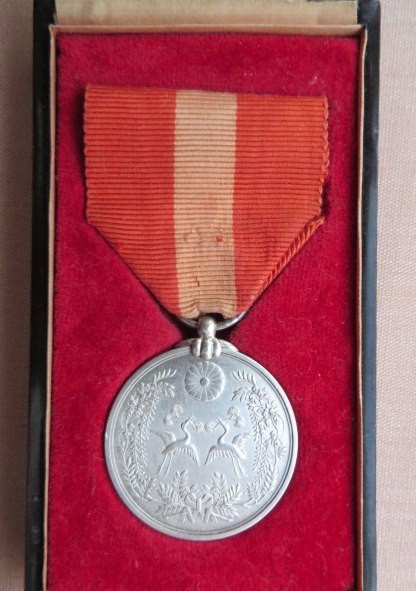
Медаль 2-го класса в футляре
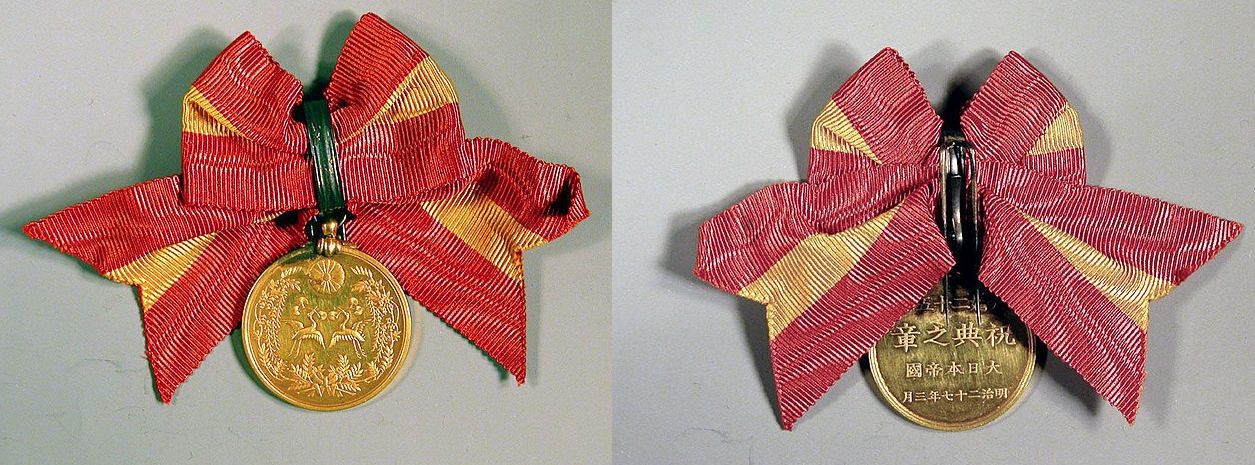
Женская версия медали 1-го класса, аверс и реверс
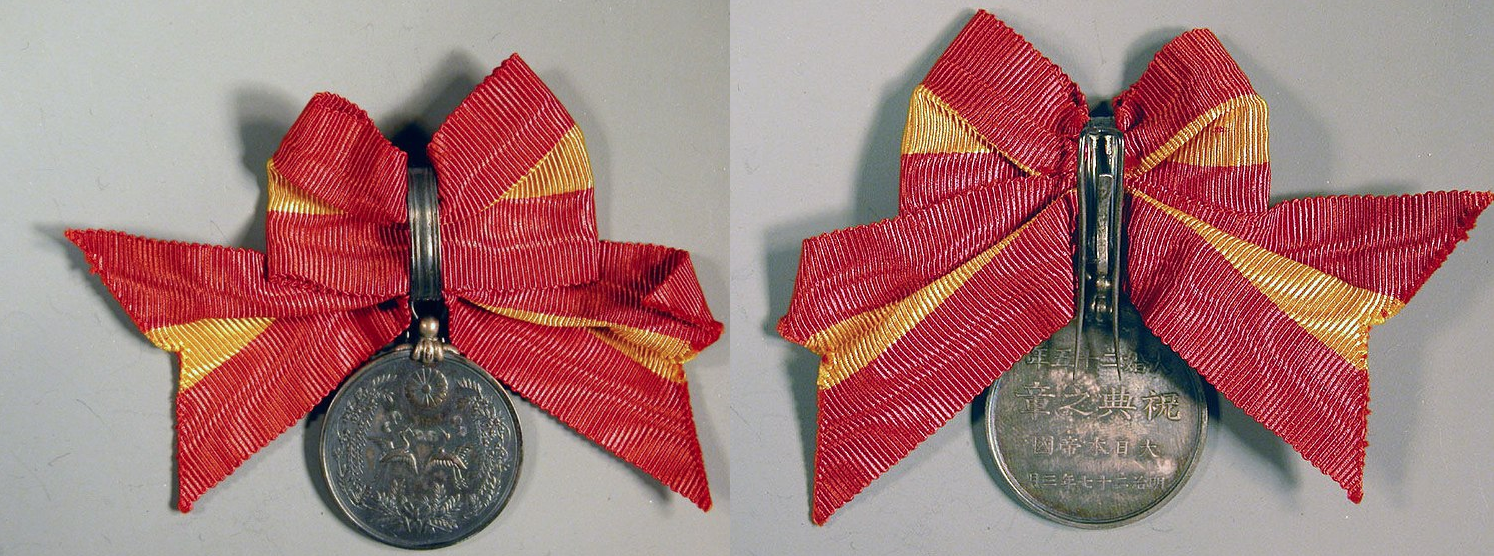
Женская версия медали 2-го класса, аверс и реверс
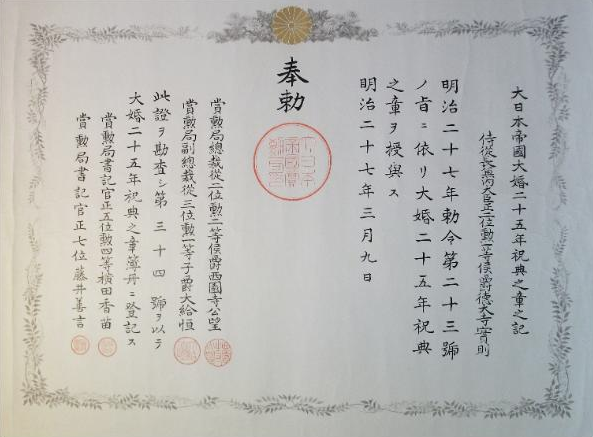
Наградной лист медали